# Lepidophyma smithii
Lepidophyma smithii là một loài thằn lằn trong họ Xantusiidae. Loài này được Bocourt mô tả khoa học đầu tiên năm 1876.